# 4278 Harvey
4278 Harvey este un asteroid din centura principală, descoperit pe 22 septembrie 1982 de Edward Bowell.